# 지방

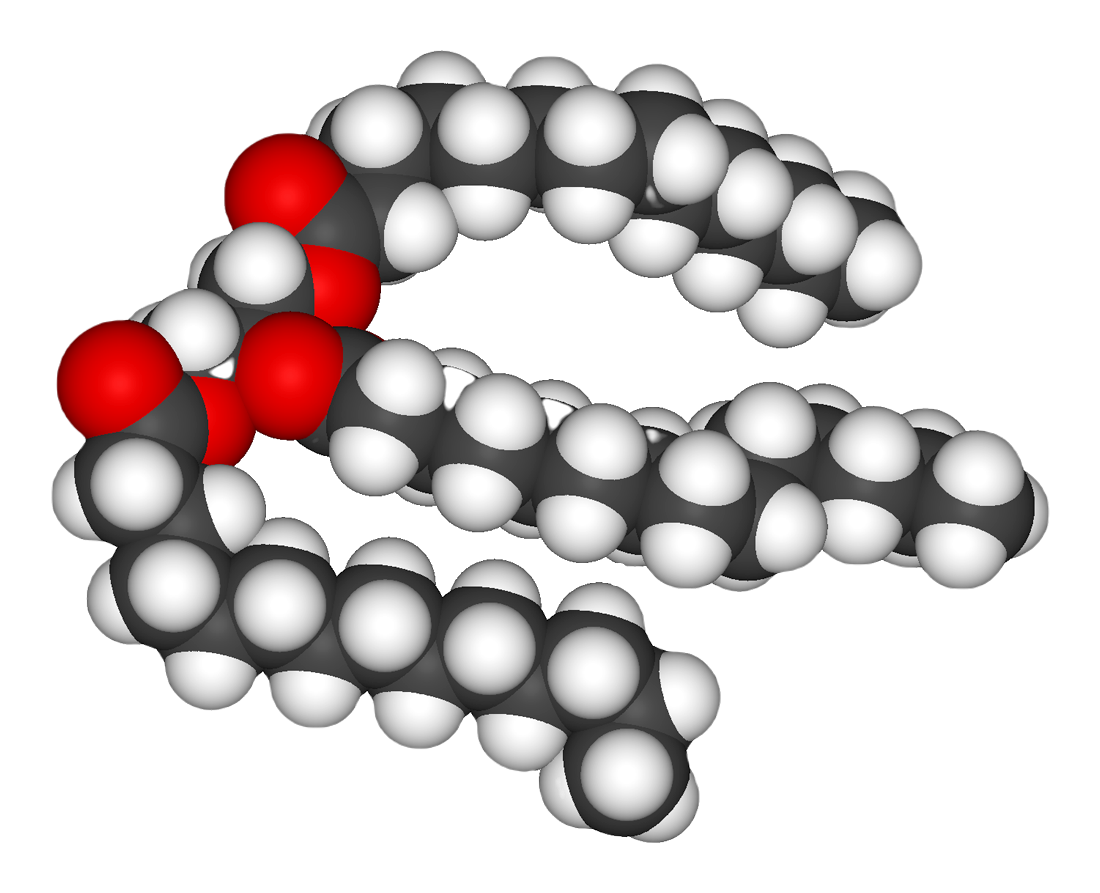
지방(트라이글리세라이드)의 분자 구조. 글리세롤에 3개의 지방산이 결합되어 있다.

다양한 음식의 전체 지방 중 지방 종류별 백분율.

지방(脂肪, 영어: fat)은 탄수화물, 단백질과 함께 세 가지 주영양소 중 하나이다. 지방은 주로 탄소 원자와 수소 원자로 구성되어 있어서 소수성이며, 유기 용매에 잘 녹고, 물에는 잘 녹지 않는다. 지방은 인지질, 콜레스테롤과 함께 지질의 종류 중 하나이다.
지질(lipid), 기름(oil), 지방이라는 용어는 종종 혼동되기도 한다. 지질은 가장 포괄적인 용어로 트라이글리세라이드는 지질에 포함된다. 기름은 일반적으로 실온에서 액체인 짧은 또는 불포화 지방산 사슬을 가지고 있는 지질을 지칭하는 반면, 지방(엄밀한 의미에서)은 실온에서 고체인 지질을 지칭한다. 그러나 식품 과학에서 지방(넓은 의미에서)은 지질의 동의어로 사용될 수 있다. 지방산은 포화 지방산과 불포화 지방산으로 나뉘는데, 버터와 같은 동물성 지방은 포화 지방산이 많이 함유되어 있으며 상온에서 고체 상태이고, 견과류, 기름과 같은 식물성 지방은 불포화 지방산이 많이 함유되어 있으며 상온에서 액체 상태이다.
지방은 다양한 생물에서 중요한 에너지원이며, 구조적인 기능과 대사적인 기능에 모두 관여한다. 지방은 대부분의 종속영양생물(사람 포함)의 영양소에 필요한 부분이며, 에너지 밀도가 가장 높기 때문에 에너지 저장의 가장 효율적인 형태이다.
지방의 소화에 의해 유리되는 일부 지방산들은 체내에서 합성될 수 없기 때문에 필수 지방산이라고 불린다. 사람에게는 α-리놀렌산(오메가-3 지방산)과 리놀레산(오메가-6 지방산)이라는 두 가지 필수 지방산이 있다. 인체에 필요한 다른 지질들은 이러한 지방과 다른 지방들로부터 합성될 수 있다. 지방 및 다른 지질들은 이자에서 생성된 라이페이스라고 불리는 효소에 의해 인체에서 분해된다.
지방 및 기름은 지방족 사슬에서 탄소 원자의 개수 및 결합에 따라 분류된다. 포화 지방은 사슬의 탄소 원자들 사이에 이중 결합이 없다. 불포화 지방은 사슬의 탄소 원자들 사이에 한 개 이상의 이중 결합을 가지고 있다. 명명법은 사슬의 카보닐기가 아닌 쪽의 말단을 기준으로 한다. 이러한 말단을 오메가 말단 또는 n-말단이라고 한다. 따라서 α-리놀렌산을 오메가-3 지방산이라고 하는데, 오메가 말단으로부터 세 번째 탄소가 사슬의 첫 번째 이중 결합에 관여하는 탄소이기 때문이다. 어떤 기름 및 지방은 여러 개의 이중 결합을 가지고 있으므로 다불포화 지방이라고 한다. 불포화 지방은 자연에서 흔한 시스 지방과 자연에서 드문 트랜스 지방으로 나눌 수 있다. 불포화 지방은 촉매에 의해 수소와 반응하여 변화될 수 있다. 수소화라고 불리는 이러한 작용은 모든 이중 결합을 끊어서 포화 지방을 생성하는 경향이 있다. 식물성 쇼트닝을 만들기 위해 식물성 기름과 같은 액체 시스-불포화 지방은 수소화되어 보다 바람직한 물리적 특성을 갖는 포화 지방을 생성한다. 예를 들어, 포화 지방은 원하는 온도(30~40 °C)에서 녹고, 보관이 용이한 반면, 다불포화 지방은 공기 중의 산소와 반응해서 산패되기 쉽다. 트랜스 지방은 수소화 과정 에서 촉매 상의 원하지 않는 부반응에 의해 부산물로 생성된다.
포화 지방은 촘촘하게 밀집된 배열로 배치될 수 있기 때문에 쉽게 고체화될 수 있으며 일반적으로 실온에서 고체이다. 예를 들어, 동물성 지방인 탤로와 라드는 포화 지방산의 함량이 높고 고체이다. 반면, 올리브유와 아마인유는 불포화되어 있고 액체이다. 지방은 신체의 에너지원과 신체가 즉시 필요로 하는 것 이상의 에너지를 저장하는 역할을 한다. 지방은 대사될 때 그램 상 약 9 kcal의 열량을 방출한다. 지방은 글리세롤과 지방산으로 분해된다. 글리세롤은 간에서 포도당으로 전환되어 에너지원으로 사용될 수 있다.
음식물로 섭취되는 지질의 대부분은 중성 지방으로, 음식물에 함유된 지질의 약 95%를 차지한다.

## 화학 구조

세 가지 다른 지방산을 가지고 있는 천연 트라이글리세라이드의 예. 하나의 지방산은 포화되어 있고(파란색으로 강조됨), 다른 하나는 탄소 사슬 내에 한 개의 이중 결합(녹색으로 강조됨)을 포함하고 있다. 세 번째 지방산은(빨간색으로 강조된 다불포화 지방산(빨간색으로 강조된 다불포화 지방산)은 탄소 사슬 내에 3개의 이중 결합을 포함하고 있다. 표시된 모든 탄소-탄소 이중 결합은 시스 이성질체이다.

지방에는 여러 가지 종류가 있지만 각각은 동일한 화학 구조에 대한 변형이다. 모든 지방은 지방산과 글리세롤의 유도체이다. 대부분의 지방은 글리세라이드이며, 특히 트라이글리세라이드(글리세롤의 트라이에스터)이다. 지방산 사슬은 지방산의 카복실기(–COOH) 말단과 글리세롤의 하이드록실기(–OH)의 반응에 의해 글리세롤의 3개의 하이드록실기에 각각 결합한다. 즉, 트라이글리세라이드 분자 당 3개의 지방산 사슬을 갖는다. 탈수 축합 반응을 통해 글리세롤과 지방산 사이에 에스터 결합이 형성된다. 이러한 과정을 에스터화라고 하며, 따라서 지방은 에스터이다. 간단한 시각적 설명으로서, 이러한 사슬의 꼬임과 각도가 곧게 펴진다면 분자는 대문자 E의 모양을 갖게 된다. 지방산은 각각 평행하게 위치하며 글리세롤 골격은 지방산의 수평선과 연결하는 수직선이 될 것이다. 따라서 지방은 에스터 결합을 가지고 있다.
임의의 특정 지방 분자의 특성은 지방 분자를 구성하는 특정 지방산에 따라 달라진다. 지방산은 사슬(측면에 수소 원자)에 연결된 탄소 원자의 개수로 구분하기도 한다. 지방산에 탄소 원자가 많을 수록 지방산의 사슬의 길이가 길어진다. 지방산의 사슬의 길이가 길어지면 분자 간의 인력(이 경우는 반데르발스 힘)의 영향을 더 크게 받기 때문에 사슬이 길어지면 녹는점이 높아진다.
액체 상태의 식물성 기름을 마가린이나 쇼트닝 같은 고체 상태로 만들기 위해 수소를 첨가하는 과정에서 일부 지방산의 분자 구조가 변형된 것을 트랜스 지방산이라고 하며, 트랜스 지방산을 포함하고 있는 중성 지방을 트랜스 지방이라고 부른다. 트랜스 지방은 패스트푸드, 도넛, 과자 등 가공식품에 많이 포함되어 있으며, 이들 식품을 오랫동안 섭취하면 비만이 될 수도 있고 만성 질병을 일으킬 가능성이 높기 때문에 트랜스 지방 섭취에 주의해야 한다. 한편, 지질의 다른 종류인 콜레스테롤은 심장병이나 동맥 경화와 같은 심혈관계 질환을 일으킬 수 있지만 우리 몸에서 뇌와 신경세포의 구성 성분이 될 뿐만 아니라 성호르몬, 부신 호르몬, 쓸개즙 등의 재료가 되는 중요한 물질이므로 적절히 섭취하여야 한다. 다만, 인체 내에서 합성되기 때문에 음식을 통하여 과잉 섭취되지 않도록 주의가 필요하다.
| 트랜스 불포화 지방산인 엘라이드산                                                             | 시스 불포화 지방산인 올레산                                      | 포화 지방산인 스테아르산 |
| --------------------------------------------------------------------------------------------- | ---------------------------------------------------------------- | --- |
|                                                                                               |                                                                  | |
| 엘라이드산은 부분적으로 수소화된 식물성 기름에서 종종 발견되는 주요 트랜스 불포화 지방산이다. | 올레산은 올리브 오일의 55~80%를 차지하는 시스 불포화 지방산이다. | 스테아르산은 동물성 지방에서 발견되는 포화 지방산이다. 스테아르산은 이중 결합을 가지고 있지 않기 때문에 시스도 트랜스도 아니다. |

지방산 사슬은 또한 길이에 따라 다를 수 있으며, 종종 짧은 것부터 매우 긴 것까지로 분류된다.
- 짧은 사슬 지방산은 지방족 꼬리에 6개 미만의 탄소 원자를 가지고 있는 지방산(예: 뷰티르산)이다.
- 중간 사슬 지방산은 지방족 꼬리에 6~12개의 탄소 원자를 가지고 있는 지방산으로 중간 사슬 트라이글리세라이드를 형성할 수 있다.
- 긴 사슬 지방산은 지방족 꼬리에 13~21개의 탄소 원자를 가지고 있는 지방산이다.
- 매우 긴 사슬 지방산은 지방족 꼬리에 22개 이상의 탄소 원자를 가지고 있는 지방산이다.

이들 지방족 지방산 사슬은 글리세르화 될 수 있고 생성된 지방은 다양한 길이의 지방산을 가질 수 있다. 긴 사슬 지방의 예로는 사슬이 17개의 탄소 원자를 가지고 있는 탤로 및 라드가 있다. 식물성이든 동물성이든 음식에서 발견되는 대부분의 지방은 보통 동일하거나 거의 같은 길이의 중간 사슬 지방산 또는 긴 사슬 지방산으로 구성된다. 많은 종류의 세포들은 에너지 생성을 위해 포도당이나 지방산을 사용할 수 있다. 특히 심장 및 골격근의 세포는 지방산을 에너지원으로 선호한다.

### 생물에서의 중요성
지방은 중요한 식이 영양소인 필수 지방산의 공급원이다. 지방은 또한 중요한 에너지원이다. 지용성 비타민은 비타민 A, 비타민 D, 비타민 E, 비타민 K는 지방과 함께 소화 흡수 및 운반될 수 있다. 지방은 건강한 피부와 털을 유지하고, 외부 충격으로부터 신체 기관을 보호하며, 체온을 유지하고, 건강한 세포 기능을 증진시키는 데 중요한 역할을 한다. 지방은 또한 수 많은 질병에 대한 유용한 완충제 역할을 한다. 화학 물질이든 생물 물질이든 특정 물질이 혈류에서 안전하지 않은 수준에 도달하면, 신체는 새로운 지방 조직에 물질을 저장함으로써 문제가 되는 물질을 효과적으로 희석(또는 적어도 평형을 유지)할 수 있다. 이것은 배설, 배뇨, 우발적이거나 의도적인 사혈, 피지 배설 및 털 생장과 같은 방법으로 문제가 되는 물질이 대사되거나 신체로부터 제거될 때까지 중요한 장기들을 보호하는 데 도움이 된다.

## 지방 조직

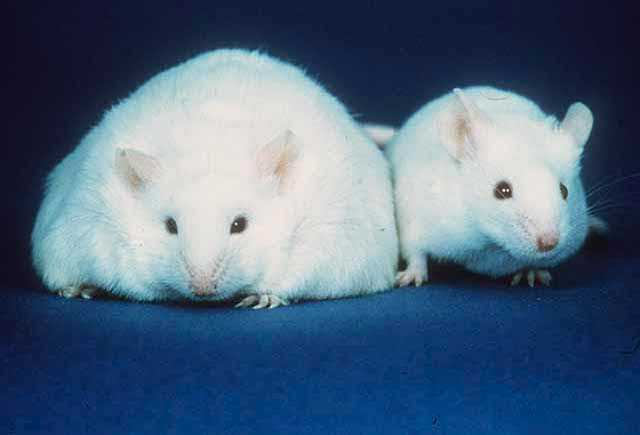
왼쪽의 비만 쥐에는 지방 조직이 많이 있다. 비교를 위해 오른 쪽에 정상 쥐가 있다.

동물에서 지방 조직은 장기적으로 대사 에너지를 지방의 형태로 저장한다. 지방 세포는 먹이로부터 유래되거나 간 대사로부터 유래된 지방을 저장한다. 에너지 스트레스 하에서 이들 세포는 저장된 지방을 분해하여 혈액으로 지방산 및 글리세롤을 공급할 수 있다. 이러한 대사 과정들은 여러 호르몬(예: 인슐린, 글루카곤, 에피네프린)에 의해 조절된다. 지방 조직은 또한 호르몬인 렙틴을 분비한다.
조직의 위치에 따라 물질대사의 윤곽이 결정된다. 내장 지방은 복벽 내에 위치하고 있고(즉, 복부 근육 벽 아래), 피하 지방은 피부 아래에 위치한다(피부 아래의 복부에 있지만 복부 근육 벽 위에 있는 지방을 포함한다). 내장 지방은  최근에 신호 전달 화학 물질(즉, 호르몬)의 주요 생성장소로 밝혀졌으며, 그 중에 몇몇은 염증성 조직 반응에 관여한다. 이들 중 하나는 비만, 인슐린 저항성, 제2형 당뇨병과 관련된 레지스틴이다. 레지스틴과 관련된 결과는 현재 논란의 여지가 있으며, 이 문제에 대해 모든 면을 지지하는 연구 결과들도 있다.

## 지방산과 건강
지방산의 섭취는 사람의 건강에 영향을 미친다. 연구에 따르면 포화 지방을 시스 불포화 지방으로 대체해서 섭취하면 심혈관계 질환의 위험이 줄어든다. 예를 들어, 코크란 라이브러리의 무작위 통제 시험에 대한 2015년 리뷰 결과는 다음과 같다. "심혈관계 질환의 위험이 있는 모든 사람들과 위험이 낮은 군의 사람들에 대한 생활 습관에 관해 포화 지방의 섭취를 지속적으로 줄이고, 불포화 지방으로 부분적인 대체를 할 것을 권고한다".
다수의 연구에서 트랜스 지방의 섭취가 심혈관계 질환의 위험을 증가시키는 것으로 밝혀졌다. 하버드 T.H. 챈 보건대학원은 트랜스 지방과 포화 지방을 시스 단일불포화 지방과 다불포화 지방으로 대체하는 것이 건강에 유익하다고 조언한다. 무작위 통제 시험의 2014년 메타 분석에 따르면 지방과 콜레스테롤의 섭취를 줄이는 것이 심혈관계 질환에 영향을 미치지 않는다고 결론을 내렸다.
오늘날 많은 사람들이 비만, 동맥 경화, 심장 질환 및  뇌혈관 질환, 고혈압의 원인이라는 이유로 중성 지방(또는 지방)의 섭취를 피하고 있다. 하지만 중성 지방은 우리 몸에 꼭 필요한 영양소이기 때문에 중성 지방을 무조건 섭취하지 않는 것은 좋지 않다.
지방산 중 사람의 몸에서 만들어지지 않는 지방산을 필수 지방산이라고 하는데, 필수 지방산은 반드시 음식으로 섭취해야 하므로 우리 식생활에서 결핍되지 않도록 주의해야 한다. 필수 지방산이 결핍되면 발육 부진, 탈모, 신장 장애 등이 나타난다. 필수 지방산 중 일반인들이 많이 알고 있는 오메가-3 지방산의 주된 공급원으로는 연어, 고등어,  참치와 같은 생선들이 있다. 오메가-3 지방산에는 도코사헥사엔산(DHA), 에이코사펜타엔산(EPA) 등이 있는데, 도코사헥사엔산은 두뇌 발달을 촉진하고 노인성 치매를 예방하며, 학습기능을 향상시키는 등의 역할을 한다.

## 같이 보기
- 동물성 지방
- 식물성 지방
- 탄수화물
- 식이요법
- 지질
- 지방산
- 포화 지방산
- 불포화 지방산
- 오메가-3 지방산
- 오메가-6 지방산
- 트랜스 지방
- 글리세라이드
- 콜레스테롤

## 참고 문헌
- Hayes, K.C. (May 2005). Dietary fat and blood lipids. Retrieved March 10, 2011.
- Donatelle, Rebecca J. (2005). 《Health, the Basics》 6판. San Francisco: Pearson Education, Inc. ISBN 978-0-13-120687-8. OCLC 51801859.